# Просенхим
Просенхим је привидно ткиво које се назива још и растресити плектенхим, јер је спој ћелија које га чине растресит. Пре свега је пронађено код представника гљива.
Код гљива, хифе су веома уочљиве у формираној структури.

## Биљна ткива
Према неким изворима, ова ткива постоје код биљака и њих сачињавају издужене ћелије, без много протоплазме, са суженим крајевима и имају улогу у потпори и провођењу супстанци. Према енциклопедији Britannica ова ткива се јављају у стабљикама Bougainvillea и настају од паренхимских ћелија које садрже скроб и чији су ћелијски зидови лигнификовани.